# Ral·li Costa Brava
El Ral·li Costa Brava (en anglès, Rally Costa Brava) és una competició de ral·li que es disputà històricament amb seu a Lloret de Mar (Costa Brava) entre 1953 i 1987 i es reprengué també amb aquesta ciutat com a epicentre de l'esdeveniment el 2005. Al llarg de la seva història ha estat puntuable per al Campionat d'Europa, el de Catalunya i el d'Espanya de Ral·lis. Actualment és puntuable per als Campionats d'Europa i d'Espanya d'Històrics.

## Història
Organitzada tradicionalment per la Penya Motorista 10 per hora, la prova comptava inicialment amb un format diferent dels ral·lis actuals, ja que hi competien tant automòbils com motocicletes, amb classificacions diferents per a cada categoria. Inicialment fou puntuable per al Campionat de Catalunya i d'ençà de 1957 per al d'Espanya. El 1969 esdevingué internacional i el 1972, puntuable per al Campionat d'Europa, una categoria que mantingué fins al 1987. Entre 1980 i 1984, el ral·li puntuava amb el coeficient màxim dins el campionat, amb la qual cosa hi participaven els millors pilots de l'època, amb una gran assistència de públic. La prova es disputava a mitjan febrer, un cop corregut el Ral·li de Montecarlo, i com a curiositat, passava sovint que el guanyador del Ral·li Costa Brava acabava esdevenint Campió d'Europa de l'especialitat.
El 1987, a causa de necessitats federatives internacionals, el Ral·li Costa Brava es fusionà amb el Ral·li Catalunya i nasqué així el Ral·li Catalunya-Costa Brava, passant a ésser organitzada la prova pel RACC. Aquesta prova es va mantenir entre el 1988 i el 2004, amb seu a la Lloret, i durant aquesta etapa fou el primer ral·li a ser inclòs al Campionat del Món sota el nom de Ral·li d'Espanya (1991). Al mateix temps, la Penya Motorista 10 per hora passà a organitzar els ral·lis Costa Brava-Lloret (1988) i Lloret-Costa Brava (1989-1994). A partir del 2005, la prova amb seu a Lloret de Mar es tornà a disputar amb el nom original i tornà a ser puntuable per al Campionat d'Espanya (2006-2009). Des de l’any 2010 és un rally exclusivament per a vehicles clàssics, organitzat pel Club RallyClassics i puntuable per als Campionats d’Europa i d’Espanya de Rallyes Històrics.
Des de 2012 la seu del Rally Costa Brava és a la ciutat de Girona, mantenint intacte l'estatus de ser un dels rallyes de clàssics més prestigiosos a nivel europeu, amb llistes d'inscrits que superen els 150 participants en cada edició, participant en Velocitat, Regularitat o la nova categoria Legend (Exhibició), en la qual prenen part vehicles d'especial interès que segueixen el roadbook però no són cronometrats.

## Palmarès
Font:

### 1953-1975 (cotxes i motos)
| Any  | Edició                 | Automòbils          | Automòbils           | Automòbils              | Automòbils | Motocicletes                 | Motocicletes     |
| Any  | Edició                 | Pilot               | Copilot              | Cotxe                   | Campionat  | Pilot                        | Moto             |
| ---- | ---------------------- | ------------------- | -------------------- | ----------------------- | ---------- | ---------------------------- | ---------------- |
| 1953 | 1r Ral·li Costa Brava  | Marià Cugueró       | Sra. Cugueró         | Fiat 1400               | -          | Conrad Cadirat               | OSSA             |
| 1954 | 2n Ral·li Costa Brava  | -                   | -                    | -                       | -          | Conrad Cadirat               | OSSA 125         |
| 1955 | 3r Ral·li Costa Brava  | Joan Dalmau         | ?                    | Citroën                 | -          | Francesc X. Anet             | Montesa          |
| 1956 | 4t Ral·li Costa Brava  | Manuel Almirall     | ?                    | Lancia                  | -          | Francesc Romañá              | Sanglas          |
| 1957 | 5è Ral·li Costa Brava  | Kurt Jaime Bähr     | Rafael Ramoneda?     | Ford Taunus             | -          | Conrad Cadirat               | OSSA 175         |
| 1958 | 6è Ral·li Costa Brava  | "Milano"            | ?                    | Alfa Romeo              | -          | -                            | -                |
| 1959 | 7è Ral·li Costa Brava  | "Milano"            | ?                    | Alfa Romeo Giulietta    | -          | Juan Elizalde                | Montesa Brío 110 |
| 1960 | 8è Ral·li Costa Brava  | -                   | -                    | -                       | -          | Josep Boada                  | Motobic 74       |
| 1961 | 9è Ral·li Costa Brava  | Ricardo Graneri     | ?                    | SEAT 600                | -          | Rafael Marsans               | Montesa          |
| 1962 | 10è Ral·li Costa Brava | Joan Fernández      | Francesc X. Anet     | BMW 700 CS              | Cat.       | Josep Maria Ribas            | Mymsa 74         |
| 1963 | 11è Ral·li Costa Brava | Eric Zobel          | ?                    | MG                      | Cat.       | Oriol Regàs                  | Montesa Impala   |
| 1964 | 12è Ral·li Costa Brava | Rafael Marsans      | Jordi Palau Ribes    | Porsche 911             | Cat.       | Oriol Regàs                  | Montesa Impala   |
| 1965 | 13è Ral·li Costa Brava | Jordi Viñas "Chi"   | Manuel Juncosa       | BMW 700                 | Cat.       | Oriol Regàs                  | Montesa Impala   |
| 1966 | 14è Ral·li Costa Brava | Joan Fernández      | Josep Vidal          | Porsche 911             | Esp.       | Oriol Regàs                  | Montesa Impala   |
| 1967 | 15è Ral·li Costa Brava | Joan Fernández      | Josep M. Fernández   | Porsche 911             | Esp.       | Víctor Palomo                | OSSA             |
| 1968 | 16è Ral·li Costa Brava | Manuel Juncosa      | Artemi Eche          | Fiat Abarth 2000 OT     | Esp.       | "Squalo Nestor"              | Norton           |
| 1969 | 17è Ral·li Costa Brava | Estanislao Reverter | José A. Leal         | Porsche 911R            | Esp.       | "Squalo Nestor"              | Norton           |
| 1970 | 18è Ral·li Costa Brava | Manuel Juncosa      | Artemi Eche          | Fiat Abarth 2000 OT     | Esp.       | Carles Rocamora              | Norton           |
| 1971 | 19è Ral·li Costa Brava | José M. Lencina     | A. Gutiérrez         | Porsche 911 S           | Esp.       | José M. Pérez                | Montesa          |
| 1972 | 20è Ral·li Costa Brava | Raffaele Pinto      | Luigi Macaluso       | Fiat 124 Abarth Spider  | ERC, Esp.  | Jean Claude                  | Honda            |
| 1973 | 21è Ral·li Costa Brava | Sandro Munari       | Mario Manucci        | Lancia Fulvia HF        | ERC, Esp.  | Quique de Juan               | Norton           |
| 1974 | 22è Ral·li Costa Brava | Claude Haldi        | Federico v.d. Hoeven | Porsche 911 Carrera RSR | ERC, Esp.  | Adolfo Álvarez               | Ducati           |
| 1975 | 23è Ral·li Costa Brava | Maurizio Verini     | Francesco Rossetti   | Fiat 124 Abarth         | ERC, Esp.  | Xavier Maristany · M. Millet | Ducati - Norton  |

1. ↑  Segons una altra font, el guanyador del 1967 fou el francès Bernard Tramont amb un Renault Alpine A110 1300.[12]

### 1976 - Actualitat (només cotxes)
A 31 de desembre de 2019
| Any                                                                     | Edició                 | Pilot                   | Copilot               | Cotxe                       | Campionat           |
| ----------------------------------------------------------------------- | ---------------------- | ----------------------- | --------------------- | --------------------------- | ------------------- |
| 1976                                                                    | 24è Ral·li Costa Brava | Antoni Zanini           | Juan José Petisco     | Seat 1430-1800              | ERC, Esp.           |
| 1977                                                                    | 25è Ral·li Costa Brava | Beny Fernández          | Antonio Doural        | Ford Escort RS 1800         | ERC, Esp.           |
| 1978                                                                    | 26è Ral·li Costa Brava | Antonio Carello         | Maurizio Perissinot   | Lancia Stratos HF           | ERC, Esp.           |
| 1979                                                                    | 27è Ral·li Costa Brava | Antoni Zanini           | Juan José Petisco     | Fiat 131 Abarth             | ERC, Esp.           |
| 1980                                                                    | 28è Ral·li Costa Brava | Antoni Zanini           | Jordi Sabater         | Porsche 911 SC              | ERC, Esp.           |
| 1981                                                                    | 29è Ral·li Costa Brava | Adartico Vudafieri      | Arnaldo Bernarchini   | Fiat 131 Abarth             | ERC, Esp.           |
| 1982                                                                    | 30è Ral·li Costa Brava | Tony Fassina            | “Rudy”                | Opel Ascona                 | ERC, Esp.           |
| 1983                                                                    | 31è Ral·li Costa Brava | Massimo Biasion         | Tiziano Siviero       | Lancia 037 Rally            | ERC, Esp.           |
| 1984                                                                    | 32è Ral·li Costa Brava | Michele Cinotto         | Emilio Radaelli       | Audi Quattro                | ERC, Esp.           |
| 1985                                                                    | 33è Ral·li Costa Brava | Massimo Biasion         | Tiziano Siviero       | Lancia 037 Rally            | ERC, Esp.           |
| 1986                                                                    | 34è Ral·li Costa Brava | Fabrizio Tabaton        | Luciano Tedeschini    | Lancia Delta S4             | ERC, Esp.           |
| 1987                                                                    | 35è Ral·li Costa Brava | Salvador Servià         | Jordi Sabater         | Volkswagen Golf GTI         | ERC, Esp.           |
| Entre 1988 i 2004, la prova es va anomenar Ral·li Catalunya-Costa Brava |                        |                         |                       |                             |                     |
| 2005                                                                    | 53è Ral·li Costa Brava | Josep María Membrado    | Jordi Vilamala        | Renault Clio S1600          |                     |
| 2006                                                                    | 54è Ral·li Costa Brava | Dani Solà               | Xavi Amigo            | Citroën C2 S1600            | Esp.                |
| 2007                                                                    | 55è Ral·li Costa Brava | Miguel Fuster           | José Vicente Medina   | Abarth Grande Punto S2000   | Esp.                |
| 2008                                                                    | 56è Ral·li Costa Brava | Sergio Vallejo          | Diego Vallejo         | Porsche 911 GT3             | Esp.                |
| 2009                                                                    | 57è Ral·li Costa Brava | Andreas Mikkelsen       | Ola Floene            | Škoda Fabia S2000           | Esp.                |
| 2010                                                                    | 58è Ral·li Costa Brava | Marco Bianchini         | Emanuele Bianchini    | Lancia 037 Rallye           |                     |
| 2011                                                                    | 59è Ral·li Costa Brava | Valter Christian Jensen | Erik Pedersen         | Lancia Rally 037            | Eur. Històrics (V.) |
| 2011                                                                    | 59è Ral·li Costa Brava | Raffaello Raimondo      | Marco Maria Calegari  | Porsche 911-T               | ERC (R.)            |
| 2012                                                                    | 60è Ral·li Costa Brava | “Pedro”                 | Marco Verdelli        | Lancia 037 Rally            | ERC, Esp.           |
| 2013                                                                    | 61è Ral·li Costa Brava | “Pedro”                 | Emanuele Baldaccini   | Lancia 037 Rally            | ERC, Històrics Esp. |
| 2014                                                                    | 62è Ral·li Costa Brava | Jesús Ferreiro          | Javier Anido          | Porsche 911 Carrera RS      | ERC, Històrics Esp. |
| 2015                                                                    | 63è Ral·li Costa Brava | «Lucky»                 | Fabrizia Pons         | Lancia Delta Integrale 16V  | ERC, Històrics Esp. |
| 2016                                                                    | 64è Ral·li Costa Brava | Daniel Alonso           | Salvador Belzunces    | Ford Sierra RS Cosworth     | ERC, España         |
| 2017                                                                    | 65è Ral·li Costa Brava | «Lucky»                 | Fabrizia Pons         | Lancia Delta Integrale 16V  | ERC, España         |
| 2018                                                                    | 66è Ral·li Costa Brava | Serge Cazaux            | Maxime Vilmot         | Ford Sierra RS Cosworth 4x4 | ERC, España         |
| 2019                                                                    | 67è Ral·li Costa Brava | Jean-François Bérenguer | Aline Bérenguer-Marès | BMW M3 E30                  | ERC, España         |

1. ↑  El salt de numeracions entre l'edició de 1987 i la del 2005 contempla les 17 edicions del Ral·li Catalunya-Costa Brava (1988-2004)

## Ral·li Costa Brava Històric

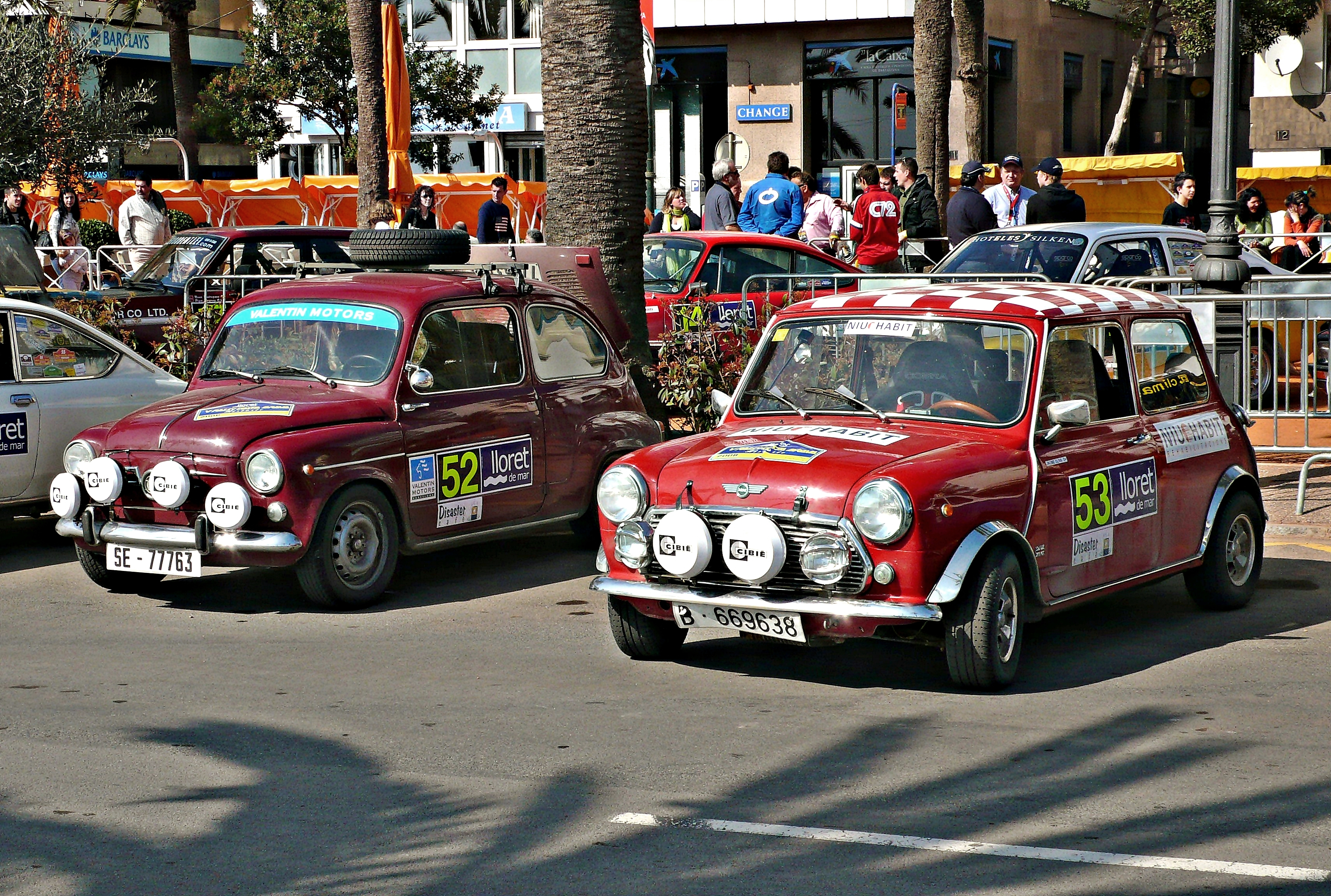
El parc tancat del Ral·li Costa Brava Històric del 2006, a Lloret de Mar

De forma paral·lela i des del 2004 se celebra també el Ral·li Costa Brava Històric sota l'organització de l'Escuderia Rallyclassics. La prova ha esdevingut en pocs anys una de les cites europees capdavanteres dins dels rallyes de Regularitat en carretera oberta, comptant amb la participació habitual de més de 100 equips de tot Europa. El recorregut consta de tres etapes que recorren 1.000 km. La fita esportiva d'aquest ral·li és seguir diferents velocitats imposades, velocitats mitjanes o velocitats de regularitat, fer els canvis de mitjana pertinents i seguir la navegació amb la màxima fidelitat. Per dur a terme aquesta prova de regularitat s'utilitza un sistema de cronometratge de precisió, com el Blunik Chrono System, per pendre al voltant de 15.000 mesures de temps i distàncies. Des de 2017, la seu del rally és la vil·la marinera de Palamós.
A 31 de desembre de 2020
| Any  | Edició                          | Pilot            | Copilot            | Automòbil             |
| ---- | ------------------------------- | ---------------- | ------------------ | --------------------- |
| 2004 | 1r Ral·li Costa Brava Històric  | Jaume Tobella    | Àlex Santacatalina | Porsche 911           |
| 2005 | 2m Ral·li Costa Brava Històric  | Antoni Zanini    | Glòria Zanini      | Porsche 911           |
| 2006 | 3r Ral·li Costa Brava Històric  | Carlo Fiorito    | Luigia Fiorito     | Autobianchi A-112     |
| 2007 | 4t Ral·li Costa Brava Històric  | Carlo Fiorito    | Luigia Fiorito     | Autobianchi A-112     |
| 2008 | 5è Ral·li Costa Brava Històric  | Salvador Tallada | Toni Bagó          | Volkswagen Golf       |
| 2009 | 6è Ral·li Costa Brava Històric  | Joao Mexia       | Nuno Sales         | Porsche 911           |
| 2010 | 7è Ral·li Costa Brava Històric  | Raymond Horgnies | Christophe Hayez   | Porsche 911           |
| 2011 | 8è Ral·li Costa Brava Històric  | Carles Miró      | Jesús Arriezu      | Porsche 911           |
| 2012 | 9è Ral·li Costa Brava Històric  | José Lareppe     | Josep Lambert      | Opel Ascona           |
| 2013 | 10è Ral·li Costa Brava Històric | Yves Deflandre   | Yves Deflandre     | Porsche 911           |
| 2014 | 11è Ral·li Costa Brava Històric | Lluís Pallí      | Guillem Buscarons  | Innocenti Mini Cooper |
| 2015 | 12è Ral·li Costa Brava Històric | Víctor Sagi      | Víctor Sagi        | Porsche 911 S         |
| 2016 | 13è Ral·li Costa Brava Històric | Yves Deflandre   | Joseph Lambert     | Porsche 911           |
| 2017 | 14è Ral·li Costa Brava Històric | Carles Fortuny   | Carles Jiménez     | Lancia Beta Coupé     |
| 2018 | 15è Ral·li Costa Brava Històric | David Nogareda   | Sergi Giralt       | Porsche 911 S         |
| 2019 | 16è Ral·li Costa Brava Històric | Carles Fortuny   | Carles Jiménez     | Lancia Beta Coupé     |
| 2020 | 17è Ral·li Costa Brava Històric | Carles Fortuny   | Carles Jiménez     | Lancia Beta Coupé     |